# 汪宗沂
王宗沂，一稱汪宗沂（1837年—1906年），字仲伊，一字咏村，号弢（韬）庐，安徽省徽州府歙縣西溪人，清朝政治人物、同進士出身。
汪宗沂为儒商汪运镳（1808—1873）次子，就读于家中不疏园。20岁左右咸丰兵燹，不疏园被长毛焚毁。39岁时考中光绪丙子科举人。
清光绪二年(1876)拜翁同和为师。光緒六年（1880年）43岁，参加庚辰科殿試，登進士三甲第57名。同年五月，著交吏部掣签，分发山西省以知县即用。后被曾国藩聘为忠义局编纂。他是王茂荫之婿、汪采白之祖父，许承尧之恩师。
汪宗沂曾主持安庆敬敷书院、芜湖中江书院、徽州紫阳书院。许承尧《汪公行状》称赞为“吾乡江（江永）、戴（戴震）后一人”。
汪宗沂生子五人：汪福熙、汪律本、汪行恕、汪徵本、汪序本。